# Retipenna variegata
Retipenna variegata är en insektsart som beskrevs av Brooks 1986. Retipenna variegata ingår i släktet Retipenna och familjen guldögonsländor. Inga underarter finns listade i Catalogue of Life.